# 福龍山宮
24°48′15″N 120°59′14″E / 24.804101°N 120.987179°E
福龍山宮，是位於臺灣新竹市東區光復里、報導說為新竹市最富有的土地祠，擁有約20000坪的地產。

## 地產

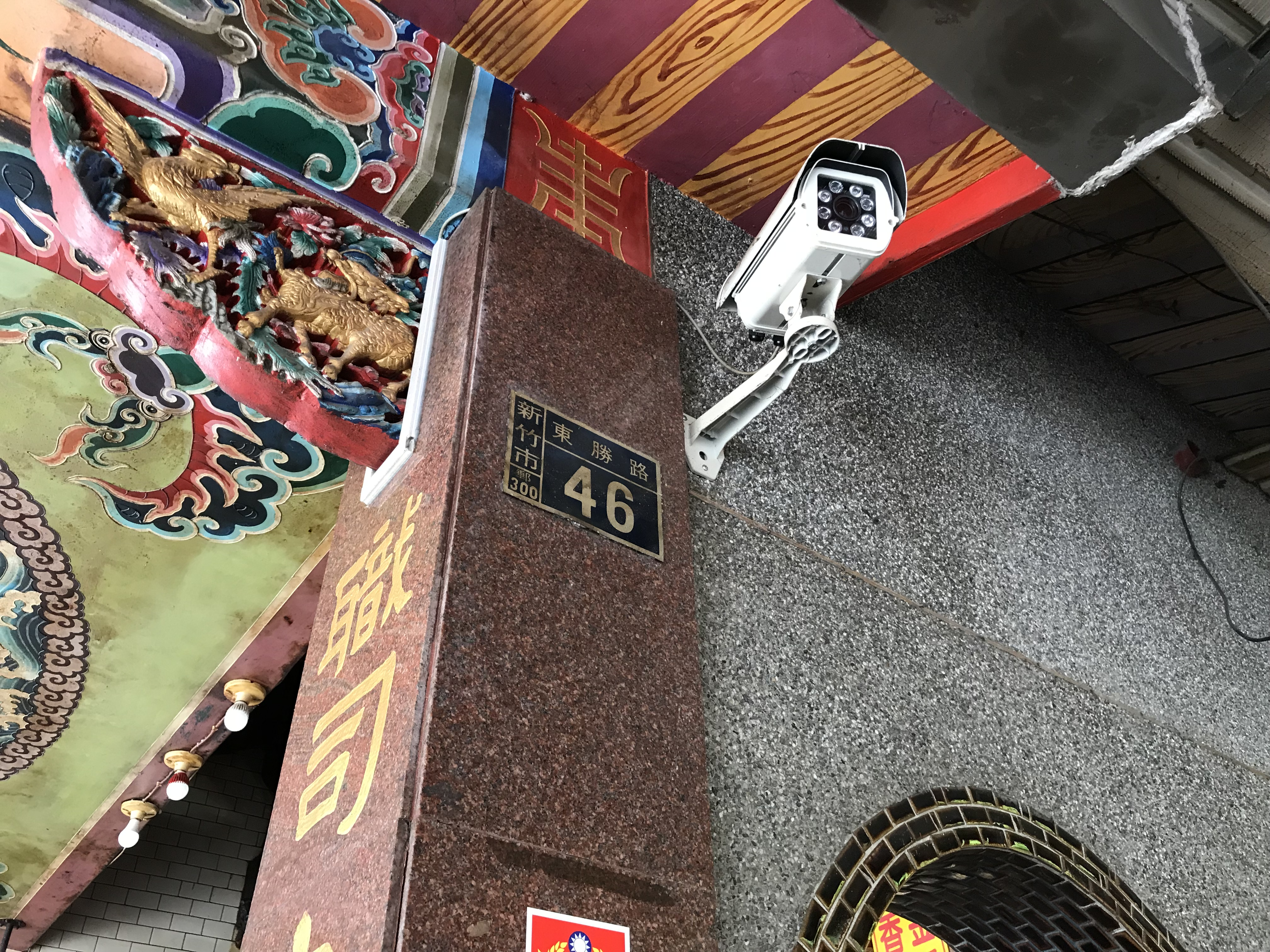
門牌為東勝路46號。

此土地祠原本僅是佔地1坪多的小廟，廟後的小山坡地早期是夾雜墓地難有收成的旱地。神像為清治的作品，當地人稱此土地公為「東勢福德爺」，為東勢一帶民眾的信仰中心之一。
當地的光復里里長余旺財說，過去居民不願繳交土地稅，就推說土地為土地神所有，於在日治時期就有大批土地登記成此廟的廟產。後來，一部分信徒迎來位階更高的玄天上帝，供奉於在福龍山宮後。1926年，玄天上帝的信徒集資建廟，取名為「龍台宮」，成為東勢四大庄信仰中心。龍台宮還向此土地公廟情商借地、擴建經費。
至1970年代，福龍山宮曾擁有3甲地，因此繳不起地價稅，靠村民募款才逃過被查封的下場。1980年代，廟周邊開闢多條道路，便成立管委會處理廟務，新光集團的吳金龍也是委員，當時他每天上班前必定來向此神請安。
新竹市政府為開闢公園及拓寬東光路、東勢街、新光路、忠孝路等道路，徵收福龍山宮廟產，因而讓該廟有了新台幣上億元的徵收補償費。在2000年報導時，說每年孳息就達600多萬元，是新竹市最富有的土地公廟。廟方管理委員會逐漸富有後，只將小廟擴建成5坪大，除風水因素外，另因是土地公為小神。里長余旺財任內，爭取東光路兩旁的公園規劃，把廟旁種滿榕樹的小公園同時規劃進去，成為整體性的景觀公園。附近民眾指出因太有錢，宵小以為廟中有值錢財物，再三光顧，廟方只好平日白天只開放上午8點到10時兩小時，供信徒入正殿參拜。
廟方剩下的20000坪廟地，則以便宜價格出租給光復及東勢里民，地價稅與租戶按比率分攤繳納。如東勝路巷子的住戶，多為此廟的房客。
類似的土地祠還有彰化北門福德祠。

## 補助
自1994年起，廟方於每年重陽節發放東勢和光復兩里敬老津貼。其領取資格與津貼，在2006年新聞時為70歲以上2000元、80歲以上3000元、90歲以上5000元，每年有200餘名長者受惠，一年約須發出6、70萬元。像是當地的百歲人瑞蘇何蜜的津貼在2013年為10000元。
針對兩里低收入戶，廟方也會發放救助金，端午節或中秋節發1萬元，過農曆年再發1萬元，如果里內人家有急需，廟方也會接濟。獎助學金則分大學、五專、高中、國中4組。在2007年報導時平均每年造福300多人，發出80多萬。

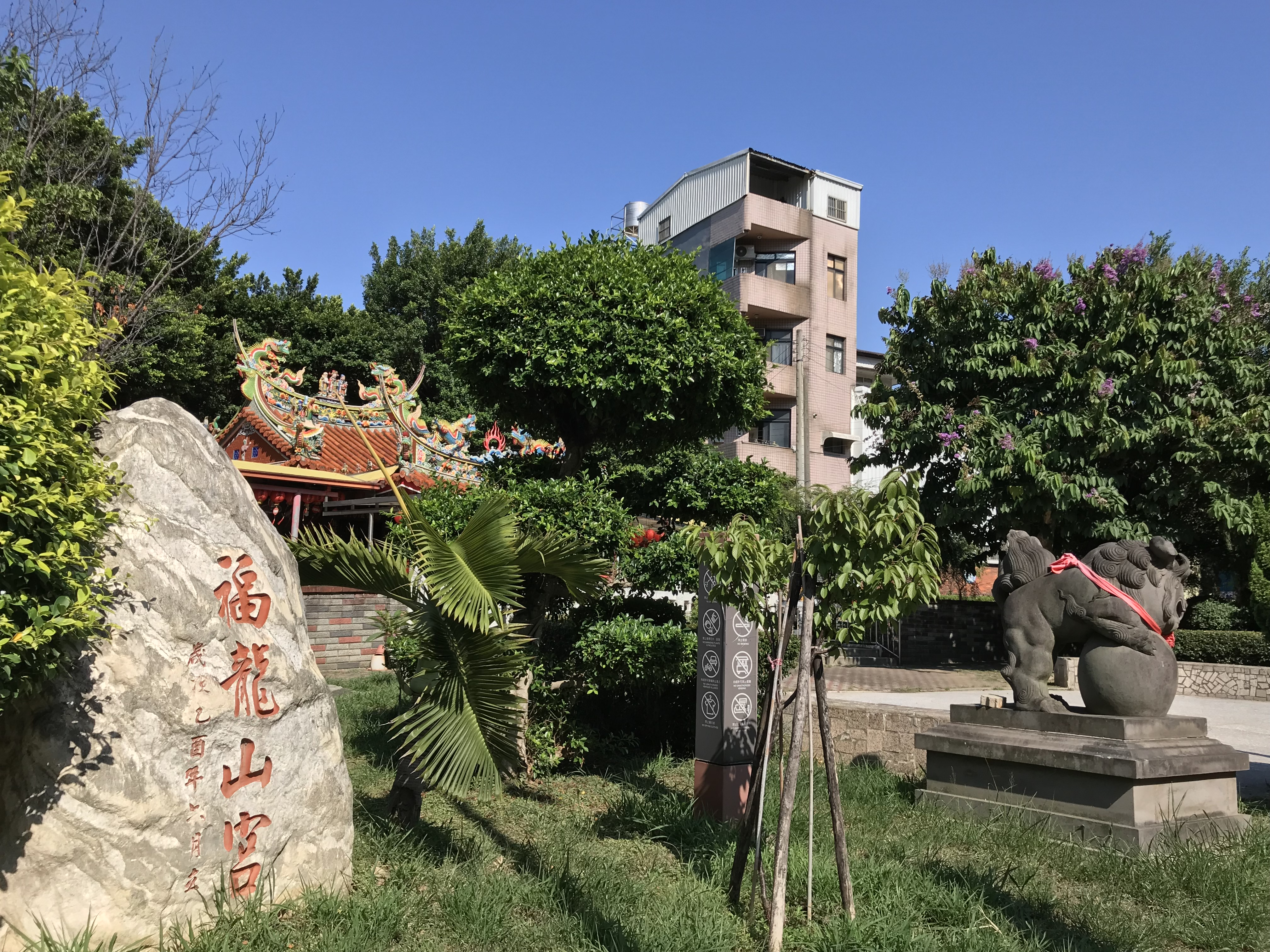
廟前的石獅。

## 石獅
出生在光復里的吳火獅喜歡在臺灣各地贈送石獅。除他名字帶有「獅」字外，他的別號就叫「佔球」，意思是佔有地球，為圓通禪寺女住持所替他取。他所捐贈的石獅子，造型幾乎相同，皆為獅子前腳趴在地球上，意指獅子佔有地球。他也在老家的廟旁立了一對石獅，作品出自於郭德松之手。